# Тіопентал натрію
Тіопентал натрію (англ. Sodium thiopental, лат. Thiopentalum Natrium, відомий також під назвою Пентотал англ. Pentothal) — синтетичний лікарський засіб, що належить до групи барбітуратів. Тіопентал натрію застосовується переважно як засіб для наркозу, який застосовується переважно внутрішньовенно, у дітей раннього віку застосовується ректально. Тіопентал натрію відомий також як препарат для застосування для смертної кари шляхом смертельної ін'єкції, та для евтаназії в тих країнах, де вона дозволена. Робились спроби застосовування тіопенталу натрію правоохоронними органами різних країн також як «сироватки правди», хоча від його застосування як засобу дізнання більшість країн вирішила відмовитись у зв'язку з недоведеною ефективністю цього засобу. Тіопентал натрію уперше синтезований Ернестом Вулвілером і Доналі Таберном в лабораторії компанії «Abbott Laboratories» на початку 30-х років ХХ століття, та застосовується у клінічній практиці з 1934 року.

## Фармакологічні властивості
Тіопентал натрію — синтетичний лікарський засіб, що належить до групи барбітуратів. Механізм дії препарату полягає у подовженні періоду відкриття ГАМК-залежних каналів на постсинаптичних мембранах нейронів головного мозку, а також подовжується час виходу іонів хлору всередину нейронів та виникає гіперполяризація мембран. Наслідком цього є посилення ефекту гамма-аміномасляної кислоти та підвищенні чутливості ГАМК-рецепторів до свого медіатора, що призводить до гальмування міжнейронної передачі, переважно в ретикулярній формації, кінцевим наслідком чого є пригнічення свідомості. Тіопентал натрію також безпосередньо стимулює гальмівні ГАМК-рецептори у центральній нервовій системі, а також пригнічнічує активуючі н-холінорецептори та адренорецептори. Тіопентал натрію також підвищує поріг збудливості для нейронів, наслідком чого є зниження проникності мембран нервових волокон для іонів натрію, що призводить до гальмування розповсюдження імпульсів з епілептичного вогнища та запобіганню виникнення судом або зупинки приступу судом. Препарат також сприяє міорелаксації, пригнічуючи синаптичні рецептори і сповільнюючи проведення імпульсів по вставних нейронах спинного мозку. Тіопентал натрію також знижує метаболічні процеси в головному мозку, має виражену снодійну дію, що супроводжується пришвидшенням процесу засинання та зміною структури сну, пригнічує дихальний центр. Тіопентал натрію знижує кровотік у мозку, знижує внутрішньочерепний тиск, та стимулює всмоктування спинномозкової рідини. Препарат також діє на судинноруховий центр мозку, наслідком чого є зниження артеріального тиску, серцевого викиду та ударного об'єму крові. Тіопентал натрію застосовується в анестезіології для ввідного наркозу, для знеболення при короткочасних оперативних втручаннях або болючих діагностичних чи лікувальних маніпуляціях, при приступі судом або психомоторному збудженні, а також для захисту мозку при ішемічному ушкодженні мозку. Для посилення дії тіопентал натрію застосовується також із іншими анестетиками та транквілізаторами, у тому числі похідними бензодіазепінів (зокрема мідазоламом) та міорелаксантами. Хоча тіопентал натрію проникає через плацентарний бар'єр та виділяється в грудне молоко, його дія є досить короткотривалою, і він швидко інактивується ферментами печінки плода, і не створює достатніх концентрацій у мозку дитини, тому тіопентал натрію використовується для анестезії при оперативних втручаннях у вагітних та годуючих матерів. Тіопентал натрію може застосовуватися також для лікування рефрактерного епілептичного статусу з однаковою ефективністю з іншими препаратами, зокрема пропофолом, проте при його застосуванні ймовірним є тривале пригнічення дихання, що потребує застосування штучної вентиляції легень. Тіопентал натрію має пригнічуючу дію на серцево-судинну систему, а також у високих дозах має пряму токсичну дію на міокард, тому він з обережністю застосувується у хворих серцево-судинними захворюваннями.

### Фармакокінетика
Тіопентал натрію при внутрішньовенному застосуванні швидко всмоктується, початок дії препарату спостерігається вже за 10—20 секунд після введення препарату, а повний ефект за 40 секунд. Рівноважна концентрація препарату в мозку та крові досягається протягом 1 хвилини. Тіопентал натрію добре (на 80–86 %) зв'язується з білками плазми крові. Препарат добре проникає через гематоенцефалічний бар'єр, через плацентарний бар'єр та виділяється в грудне молоко. Метаболізується препарат у печінці з утворенням переважно неактивних метаболітів, частково з утворенням фенобарбітала, який також є лікарським препаратом. Виводиться тіопентал натрію з організму переважно з сечею у вигляді метаболітів. Період напіввиведення препарату у фазі розподілення становить 5—9 хвилин, у фазі елімінації становить 10—12 годин, при порушеннях функції печінки або нирок цей час може збільшуватися.

## Покази до медичного застосування
Тіопентал натрію застосовується в анестезіології для ввідного наркозу або для знеболення при короткочасних оперативних втручаннях, або болючих діагностичних чи лікувальних маніпуляціях як самостійний наркотизуючний засіб, або в поєднанні з іншими анестетиками та транквілізаторами, а також міорелаксантами.

## Побічна дія
При застосуванні тіопенталу натрію побічні ефекти є відносно частими, та характерними також при застосуванні й інших препаратів з групи барбітуратів. Зокрема, після внутрішньовенного введення препарату може виникати уртикарний висип верхньої половини тіла, набряк обличчя, бронхоспазм, анафілактичний шок. При виконанні ін'єкції у вени меншого калібру спостерігається болючість при введенні препарату. При потраплянні препарату в навколосудинний простір спостерігається болючість, почервоніння і набряк навколосудинної ділянки, рідко може утворитися ділянка некрозу м'яких тканин у місці введення препарату. При випадковому потраплянні препарату в артерію спостерігається тривалий пекучий біль від місця потрапляння препарату аж до кінчиків пальців кінцівки. Зрідка при потраплянні більших доз препарату в артерію може виникати гангрена або некроз обмежених ділянок кінцівки. При введенні в наркоз тіопенталом натрію пацієнти часто відчувають у роті присмак часнику або цибулі. З боку нервової системи можуть спостерігатися тремор тіла, гикавка, посмикування м'язів, гіперкінези м'язів. Унаслідок підвищеної дилятації судин у хворих, що призводить до втрати тепла, спостерігається післяопераційне дрижання тіла. Препарат може також спричинювати гіперальгезію, проявами якої є тахікардія, артеріальна гіпертензія, гіпергідроз, сльозотеча і тахіпное. З боку дихальної системи можуть спостерігатися пригнічення дихання, кашель, бронхоспазм, ларингоспазм. З боку серцево-судинної системи можуть спостерігатися зниження серцевого викиду, артеріальна гіпотензія, тахікардія, зниження скоротливої функції міокарду. Зниження кровопостачання нирок та зниження артеріального тиску призводить до зниження діурезу.
При передозуванні препарату спостерігається пригнічення дихання аж до апное, ларингоспазм, артеріальна гіпотензія, тахікардія, зупинка серця, набряк легень, делірій. При передозуванні тіопенталу натрію застосовують специфічний антагоніст барбітуратів бемегрид, при зупинці дихання застосовується штучна вентиляція легень, інгаляція кисню, при ларингоспазмі застосовуються міорелаксанти.

## Протипокази
Тіопентал натрію протипоказаний при підвищеній чутливості до препарату або до інших похідних барбітуратів, важких порушеннях функції печінки або нирок, важких порушеннях кровообігу, виснаженні або кахексії, бронхіальній астмі, запальних захворюваннях носоглотки, шоці, колапсі, важкій анемії, гарячці, вираженій міастенії, приступах порфірії у хворого або в родичів, цукровому діабеті, гіпотиреозі, недостатності надниркових залоз.

## Форми випуску
Тіопентал натрію випускається у вигляді ліофілізату для розчину для ін'єкцій по 0,5 і 1,0 г.

## Застосування для проведення страти
Тіопентал натрію застосовується для проведення смертної кари шляхом смертельної ін'єкції. Цей спосіб смертної кари запроваджений у низці штатів США, та полягає у внутрішньовенному введенні тіопенталу натрію як снодійного та знеболювального засобу, разом із міорелаксантом панкуронієм, який паралізує дихальні м'язи, та хлоридом калію, який у великих дозах спричинює зупинку серця. Цей спосіб смертної кари застосовується також у низці азійських країн (Філіппіни, Китай, В'єтнам, Таїланд). Недоліком цього способу страти є часто поганий розрахунок дози препарату, а також непрофесійне виконання ін'єкції, коли препарат вводиться не у вену, а внутрішньом'язово або внутрішньоартеріально, у зв'язку з тим, що в США професійним медикам заборонено брати участь у процедурі страти. Наслідком цього є затягування тривалості страти, а також надмірні страждання засуджених під час виконання вироку, що призвело до відмови влади кількох американських штатів від застосування цього виду страти.

## Застосування для проведення евтаназії
Тіопентал натрію застосовується для проведення евтаназії в тих країнах, де вона дозволена (зокрема Бельгії та Нідерландах). Для проведення евтаназії проводиться внутрішньовенна ін'єкція підвищених доз тіопенталу натрію разом із міорелаксантом панкуронієм або верокуронієм, який паралізує дихальні м'язи.

## Застосування як «сироватки правди»
Ще з 1953 року робились спроби застосування співробітниками правоохоронних органів різних країн тіопенталу натрію як «сироватки правди» для швидкого отримання від підозрюваних у важких злочинах показань про їх можливу причетність до скоєння цих злочинів або показань як можливих свідків злочину. Але ефективність цього препарату, як і інших препаратів з групи барбітуратів, як «сироватки правди», виявилась невисокою, що підтверджують у своїх свідченнях радянські дисиденти, яким вводились дані препарати, що призвело до відмови використання подібних засобів правоохоронцями у більшості країн світу.

## Застосування у ветеринарії
Тіопентал натрію застосовується у ветеринарії для проведення анестезії під час оперативних втручань як самостійний засіб для наркозу або в поєднанні з міорелаксантами у собак, котів, овець, кіз, свиней, коней та великої рогатої худоби. Тіопентал натрію також застосовується як засіб для евтаназії у безнадійно хворих собак і котів.